# Kojtryny
Kojtryny (deutsch Kattreinen) ist ein Ort in der polnischen Woiwodschaft Ermland-Masuren. Er gehört zur Gmina Biskupiec (Stadt- und Landgemeinde Bischofsburg) im Powiat Olsztyński (Kreis Allenstein).

## Geographische Lage
Kojtryny liegt westlich der Dymer am Südufer des Jezioro Dadaj (deutsch Daddaisee) in der nördlichen Mitte der Woiwodschaft Ermland-Masuren, 31 Kilometer südwestlich der früheren Kreisstadt Rößel (polnisch Reszel) bzw. 26 Kilometer nordöstlich der heutigen Kreismetropole und auch Woiwodschaftshauptstadt Olsztyn (deutsch Allenstein).

## Geschichte
1526 ist das Gründungsjahr des Ortes Katreinen (nach 1785: Katreynen), der als Gutsort aus einem sehr großen Hof bestand. 1874 wurde der Gutsbezirk Kattreinen Teil des neu gebildeten Amtsbezirks Raschung (polnisch Rasząg) im ostpreußischen Kreis Rößel.
Das Gutshaus in Kattreinen wurde in der Wendezeit 19./20. Jahrhundert errichtet.
Vor 1907 waren die Freiherren von Saß, die in Komalmen (polnisch Komalwy) ansässig waren, Eigentümer des Ritterguts. Natalie von Saß verkaufte den Landbesitz dann an Leo Dabinski.
Im Jahre 1910 zählte Kattreinen 81 Einwohner. In den 1920er Jahren war August Lukawski Besitzer des Guts. Am 30. September 1928 gab der Gutsbezirk Kattreinen seine Eigenständigkeit auf und schloss sich mit dem Gutsbezirk Nassen (polnisch Nasy) zur neuen Landgemeinde Nassen zusammen.
In Kriegsfolge kam 1945 das gesamte südliche Ostpreußen zu Polen. Kattreinen erhielt die polnische Namensform „Kojtryny“ und ist heute eine Ortschaft innerhalb der Stadt-und-Land-Gemeinde Biskupiec (Bischofsburg) im Powiat Olsztyński (Kreis Allenstein), 1975 bis 1998 der Woiwodschaft Olsztyn, seither der Woiwodschaft Ermland-Masuren zugehörig.
Noch heute erstreckt sich der ehemalige Gutspark am See entlang. Der artenreiche Baumbestand hat sich erhalten.

## Kirche
Kirchlich war Kattreinen bis 1945 an die Stadt Bischofsburg (polnisch Biskupiec) angebunden, sowohl evangelischer- als auch römisch-katholischerseits. Und so ist es bei Kojtryny noch heute: das Dorf ist in die katholische Pfarrgemeinde Biskupiec im Erzbistum Ermland als auch in die evangelische Kapellengemeinde Biskupiec eingegliedert, wobei letztere der Pfarrei Sorkwity (Sorquitten) in der Diözese Masuren der Evangelisch-Augsburgischen Kirche in Polen untersteht.

## Verkehr
Kojtryny liegt nur wenige hundert Meter nördlich der verkehrsreichen und im Ausbau zur Schnellstraße 16 begriffenen polnischen Landesstraße 16 (einstige deutsche Reichsstraße 127), die sich quer durch die Woiwodschaft Ermland-Masuren bis an die polnisch-litauische Staatsgrenze zieht. Eine Bahnanbindung besteht nicht.